# Abaurregaina/Abaurrea Alta
Abaurregaina/Abaurrea Alta (tiếng Basque: Abaurregaina; tiếng Tây Ban Nha: Abaurrea Alta; cả hai tên đều được công nhận chính thức) là một đô thị trong tỉnh và cộng đồng tự trị Navarra, Tây Ban Nha. Đô thị này nằm cách tỉnh lỵ 70 kilômét (43 mi), có diện tích là 21,36 kilômét vuông (8,25 dặm vuông Anh), và nằm ở độ cao 1.039 mét (3.409 ft). Theo điều tra dân số năm 2005 của Viện thống kê quốc gia Tây Ban Nha (INE), đô thị này có khoảng 150 người.